# GLOW/Episodenliste
Diese Episodenliste enthält alle Episoden der US-amerikanischen Dramedy GLOW, sortiert nach der US-amerikanischen Erstausstrahlung. Die Fernsehserie umfasst derzeit drei Staffeln mit 30 Episoden.

## Übersicht
| Staffel | Episodenanzahl | Erstveröffentlichung USA | Deutschsprachige Erstveröffentlichung |
| ------- | -------------- | ------------------------ | ------------------------------------- |
| 1       | 10             | 23. Juni 2017            | 23. Juni 2017                         |
| 2       | 10             | 29. Juni 2018            | 29. Juni 2018                         |
| 3       | 10             | 9. August 2019           | 9. August 2019                        |

## Staffel 1
| Nr. (ges.) | Nr. (St.) | Deutscher Titel                   | Originaltitel                | Erstveröffentlichung USA | Deutschsprachige Erstveröffentlichung (D/A/CH) | Regie             | Drehbuch                   |
| ---------- | --------- | --------------------------------- | ---------------------------- | ------------------------ | ---------------------------------------------- | ----------------- | -------------------------- |
| 1          | 1         | Pilot                             | Pilot                        | 23. Juni 2017            | 23. Juni 2017                                  | Jesse Peretz      | Liz Flahive & Carly Mensch |
| 2          | 2         | Demut. Unterwerfung.              | Slouch. Submit.              | 23. Juni 2017            | 23. Juni 2017                                  | Wendey Stanzler   | Liz Flahive & Carly Mensch |
| 3          | 3         | Der Zorn der Vulva                | The Wrath of Kuntar          | 23. Juni 2017            | 23. Juni 2017                                  | Claire Scanlon    | Nick Jones                 |
| 4          | 4         | Das „Dusty Spur“                  | The Dusty Spur               | 23. Juni 2017            | 23. Juni 2017                                  | Melanie Mayron    | Sascha Rothchild           |
| 5          | 5         | Debbie macht was                  | Debbie Does Something        | 23. Juni 2017            | 23. Juni 2017                                  | Phil Abraham      | Rachel Shukert             |
| 6          | 6         | This Is One of Those Moments      | This Is One of Those Moments | 23. Juni 2017            | 23. Juni 2017                                  | Kate Dennis       | Jenji Kohan                |
| 7          | 7         | Live-Publikum                     | Live Studio Audience         | 23. Juni 2017            | 23. Juni 2017                                  | Jesse Peretz      | Rachel Shukert             |
| 8          | 8         | Vielleicht ist es die ganze Disco | Maybe It’s All the Disco     | 23. Juni 2017            | 23. Juni 2017                                  | Sian Heder        | Nick Jones                 |
| 9          | 9         | Der liberale Würgegriff           | The Liberal Chokehold        | 23. Juni 2017            | 23. Juni 2017                                  | Lynn Shelton      | Liz Flahive & Carly Mensch |
| 10         | 10        | Der Weg ist das Ziel              | Money’s in the Chase         | 23. Juni 2017            | 23. Juni 2017                                  | Tristram Shapeero | Liz Flahive & Carly Mensch |

## Staffel 2
| Nr. (ges.) | Nr. (St.) | Deutscher Titel                  | Originaltitel              | Erstveröffentlichung USA | Deutschsprachige Erstveröffentlichung (D/A/CH) | Regie                                  | Drehbuch                                     |
| ---------- | --------- | -------------------------------- | -------------------------- | ------------------------ | ---------------------------------------------- | -------------------------------------- | -------------------------------------------- |
| 11         | 1         | Ausflug                          | Viking Funeral             | 29. Juni 2018            | 29. Juni 2018                                  | Lynn Shelton                           | Liz Flahive & Carly Mensch                   |
| 12         | 2         | Süßigkeit des Jahres             | Candy of the Year          | 29. Juni 2018            | 29. Juni 2018                                  | Mark A. Burley                         | Nick Jones                                   |
| 13         | 3         | Die besorgten Frauen für Amerika | Concerned Women of America | 29. Juni 2018            | 29. Juni 2018                                  | Kate Dennis                            | Sascha Rothchild                             |
| 14         | 4         | Die Mutter aller Kämpfe          | Mother of All Matches      | 29. Juni 2018            | 29. Juni 2018                                  | Mark A. Burley & John Cameron Mitchell | Kim Rosenstock                               |
| 15         | 5         | Perverse sind auch Menschen      | Perverts Are People, Too   | 29. Juni 2018            | 29. Juni 2018                                  | Claire Scanlon                         | Rachel Shukert                               |
| 16         | 6         | Bearbeite das Bein               | Work the Leg               | 29. Juni 2018            | 29. Juni 2018                                  | Lynn Shelton                           | Marquita J. Robinson                         |
| 17         | 7         | Keine Knochensplitter            | Nothing Shattered          | 29. Juni 2018            | 29. Juni 2018                                  | Sian Heder                             | Liz Flahive, Carly Mensch & Sascha Rothchild |
| 18         | 8         | Der gute Zwilling                | The good Twin              | 29. Juni 2018            | 29. Juni 2018                                  | Meera Menon                            | Nick Jones & Rachel Shukert                  |
| 19         | 9         | Rosalie                          | Rosalie                    | 29. Juni 2018            | 29. Juni 2018                                  | Phil Abraham                           | Liz Flahive, Carly Mensch & Kim Rosenstock   |
| 20         | 10        | Alles hat einen Preis            | Every Potato Has a Receipt | 29. Juni 2018            | 29. Juni 2018                                  | Jesse Peretz                           | Liz Flahive & Carly Mensch                   |

## Staffel 3
| Nr. (ges.) | Nr. (St.) | Deutscher Titel              | Originaltitel         | Erstveröffentlichung USA | Deutschsprachige Erstveröffentlichung (D/A/CH) | Regie          | Drehbuch                                     |
| ---------- | --------- | ---------------------------- | --------------------- | ------------------------ | ---------------------------------------------- | -------------- | -------------------------------------------- |
| 21         | 1         | Hoch hinaus                  | Up, Up, Up            | 9. Aug. 2019             | 9. Aug. 2019                                   | Claire Scanlon | Liz Flahive & Carly Mensch                   |
| 22         | 2         | Whirlpool-Treff              | Hot Tub Club          | 9. Aug. 2019             | 9. Aug. 2019                                   | Mark A. Burley | Sascha Rothchild                             |
| 23         | 3         | Wüstenpollen                 | Desert Pollen         | 9. Aug. 2019             | 9. Aug. 2019                                   | Jesse Peretz   | Rachel Shukert                               |
| 24         | 4         | Say Yes                      | Say Yes               | 9. Aug. 2019             | 9. Aug. 2019                                   | Claire Scanlon | Isaac Oliver                                 |
| 25         | 5         | Ein voll verrückter Dienstag | Freaky Tuesday        | 9. Aug. 2019             | 9. Aug. 2019                                   | Mark A. Burley | Marquita J. Robinson                         |
| 26         | 6         | In der freien Natur          | Outward Bound         | 9. Aug. 2019             | 9. Aug. 2019                                   | Anya Adams     | Liz Flahive & Carly Mensch                   |
| 27         | 7         | Hollywood Homecoming         | Hollywood Homecoming  | 9. Aug. 2019             | 9. Aug. 2019                                   | Alison Brie    | Victor Quinaz                                |
| 28         | 8         | Immer weiter                 | Keep Ridin’           | 9. Aug. 2019             | 9. Aug. 2019                                   | Lynn Shelton   | Liz Flahive, Carly Mensch & Sasha Rothschild |
| 29         | 9         | Die Libertins                | The Libertines        | 9. Aug. 2019             | 9. Aug. 2019                                   | Phil Abraham   | Rachel Shukert                               |
| 30         | 10        | GLOWe Weihnachten            | A Very GLOW Christmas | 9. Aug. 2019             | 9. Aug. 2019                                   | Lynn Shelton   | Liz Flahive & Carly Mensch                   |